# Piazza San Tommaso
Piazza San Tommaso è situata nella zona nord-ovest nel centro storico di Ascoli Piceno, nel quartiere di San Giacomo. Prende il nome dalla chiesa di San Tommaso Apostolo. È soprannominata in dialetto ascolano Lu Spiazzë dë Ventura.

## Descrizione
Si presenta di forma quadrangolare e circondata per buona parte da edifici in travertino, dove spicca l'omonima chiesa di San Tommaso, con il suo campanile. Nello stesso complesso monumentale, ha sede il museo dell'arte ceramica. 
La piazza, rappresenta un esempio del tessuto medievale tipico della città picena.

### Anfiteatro romano di Ascoli Piceno
Interrato parzialmente sotto piazza San Tommaso, a pochi metri di profondità, si trova l’anfiteatro romano, i cui resti furono riportati alla luce e reinterrati nel 1974. Di forma ellittica, ha una circonferenza di 450 m, con un diametro maggiore di 148 m e uno minore di 125 m. La sua imponente mole testimonia l’importanza della città all’epoca.